# Наґіб Махфуз
Наґі́б Махфу́з (араб. نجيب محفوظ; англ. Naguib Mahfouz; 11 грудня 1911, Каїр — 29 серпня 2006, Каїр) — єгипетський письменник-романіст, драматург, сценарист. Єдиний письменник арабського світу, хто отримав Нобелівську нагороду. Свої головні твори він написав у середині XX століття, а премію отримав у 1988 році.

## Життєпис
Наґіб Махфуз родився на початках буремного XX-го століття, відтак чимало подій тогочасся відобразилися в житті відомого в арабському світі письменника.

### Дитинство та родина
В Каїрі 11 грудня 1911 року в родині дрібного чиновника народився ще один, наймолодший тоді, син. Йому дали ім'я Абд аль-Азіз Наґіб, на честь Наґіба Паші Махфуза, найвідомішого єгипетського лікаря, засновника єгипетського акушерства та гінекології. Саме той знаний лікар і прийняв пологи у матері, коли народився майбутній письменник. Махфуз був сьомою дитиною в родині, у нього були четверо старших братів і дві старші сестри. Однак, брати та сестри були набагато старші від нього, і по-справжньому теплих та довірливих відносин між ними в дитинстві не склалося. Про батьків Махфуз завжди розповідав дуже мало. Відомо, що його батько служив на цивільній службі, рахівником або бухгалтером, проте досить рано звільнився для ведення справ одного свого друга-торговця. Сам Махфуз характеризував свого батька як старомодну людину. При цьому один з друзів його дитинства описував батька Махфуза як людину дуже жорстку.
Махфуз народився в самому центрі старого Каїра, в середньовічному районі аль-Джамалія, де родина жила до 1924 року, після чого переїхала до нового передмістя Каїру аль-Аббасія. Дитинство, проведене в аль-Джамалії, назавжди закарбувалось в пам'яті Махфуза невичерпним джерелом натхнення, там відбуваються події багатьох його романів, наприклад, «Провулок Мідагг» (адаптована для сценарію мексиканського фільму «Алея чудес») і «Каїрська трилогія», де він відтворює образ тих місць зі скрупульозною ретельністю. І в пізніших творах («Діти нашого кварталу», «Фонтан і могила», «Гарафіш» та ін.) атмосфера аль-Джамалії насичує прозу письменника деталями, образами, характерами, що врізалися в його пам'ять в дитинстві.
|                | Мені здається, що письменник повинен бути пов'язаний з певним місцем або певним предметом, щоб мати опору, від якої будуть відштовхуватися його почуття. |
| — Махфуз Наґіб | |

Особливістю тих місць в часи дитинства Махфуза було те, що в одному районі в тісній близькості проживали найрізноманітніші категорії мешканців, від найбідніших до багатіїв; блокові будинки, де у великих кімнатах тулилися цілі родини, сусідили з особняками багатіїв. Завдяки цьому письменник міг бачити, міг спілкуватися і пізнавати світ у своєрідній моделі єгипетського суспільства в цілому, що, безумовно, не могло не вплинути на нього і що пройшло червоною ниткою через всю його творчість.
Там же, в аль-Джамалії, лежать витоки націоналізму Махфуза (згодом на нього серйозний політичний вплив спричинив також соціалізм Салами Муси). Ще дитиною він виявився свідком масових виступів своїх співвітчизників проти англійського протекторату в 1919 році. Країна була натхненна національним підйомом, і яскравим спогадом дитинства став для Махфуза його батько, завзятий прихильник прийдешніх змін. Імена Мустафи Каміля, Мухаммада Фаріда, Саада Заглула вважалися в будинку Махфуза священними, а вороги країни — особистими ворогами батька.

### Юнацькі роки та навчання
В аль-Аббасії Махфуз переживає свою першу любов, що стало для нього одним з найяскравіших переживань у житті й також знайшло відбиття у творчості. Дівчина була старша за нього і належала до іншого кола суспільства, тому подальшого розвитку їх почуття так і не отримали.
Здобуваючи середню освіту, Махфуз мав великі успіхи в математиці й точних науках і спочатку думав, що стане або медиком, або інженером. Одначе опісля закінчення в 1930 році середньої школи Махфуз захопився філософією і тому подав документи на цей же факультет Каїрського університету, хоча це і викликало сильне незадоволення його батька.
В Каїрському університеті (в ті часи Університет Короля Фуада I) Махфуз вивчав філософію і додатково ще й літературу. 1934 року він закінчив філософський факультет. Закінчивши з відзнакою навчання, Махфуз розпочав написання магістерської дисертації з естетики на ступінь магістра мистецтв і, одночасно, влаштувався секретарем університетської адміністрації. При цьому він активно друкується в періодичних виданнях, публікуючи статті на філософські та психологічні теми.

### Робота на державній службі
Тривалий час, аж до виходу на пенсію в 1972 році, Наґіб Махфуз працював держслужбовцем: спершу в міністерстві вакуфів (Ministry of Mortmain Endowments), потім директором по цензурі Бюро мистецтв, директором Фонду підтримки кіно, і нарешті — консультантом у справах культури Міністерства культури.
Здобувши ступінь бакалавра з філософії в Каїрському університеті в 1934 році, Махфуз приєднався до єгипетської державної служби. Спочатку Махфуз прилаштувався в Каїрському університеті, а з 1938 до 1954 року він у міністерстві ісламських фондів (Awqaf), як парламентський секретар міністра ісламських фондів. 1945 року Наґіб перевівся в бібліотеку мавзолею Аль-Ґурі (al-Ghuri Mausoleum). У 50-х роках перейшов з міністерства вакуфів на відповідальнішу посаду у Вищій раді в справах літератури та мистецтва — працював директором Центру цензури в Бюро мистецтв. Пізніше, в 60-х роках, Махфуз очолював державну організацію з питань кінематографа, ставши директором Фонду підтримки кіно, і, врешті-решт, перед виходом на пенсію він був консультантом в Міністерстві культури Єгипту.

### Особисте життя
Наґіб Махфуз до 43 років був переконаним холостяком, вважаючи, що одруження зашкодить його літературній творчості. В одному з виступів він підкреслив: «Я боявся подружжя … особливо, коли я бачив, наскільки мої брати та сестри через це були стривожені непотрібними соціально-побутовими подіями».
Проте, в 1954 році, Наґіб Махфуз одружився. Його обраницею стала жінка з Александрії — Атіятала Ібрагім (Atiyyatallah Ibrahim), яка була коптського віросповідання. Подружжя мало двох доньок — Фатіму та Умм Калтум (Umm Kalthum). Спочатку пара жила в плавучому будинку набережній Агуза в Каїрі на західному березі Нілу, а потім переїхала до квартири коло річки на тій же набережній. Махфуз уникав публічного виставлення своєї родини та й особливо його приватного життя, яке, як він стверджував, могло стати «спекулятивною темою в журналах та радіопрограмах».

### Творчий злет та популярність
До 1972 року працював держслужбовцем, спочатку в міністерстві вакуфів (Ministry of Mortmain Endowments), потім директором по цензурі Бюро мистецтв, директором Фонду підтримки кіно, і нарешті — консультантом у справах культури Міністерства культури.

### Нобелівська премія з літератури
В 1988 році увесь арабомовний світ сколихнула новина — єгипетському письменнику Наґібу Махфузу було вручено Нобелівську премію з літератури. Це був єдиний і перший арабський письменник, який отримав цю визначну нагороду. Отримавши новину про присудження премії, Махфуз було продекламував: «Нобелівська премія вперше в моєму житті дала мені відчуття, що моя література може бути оцінена на міжнародному рівні. Зі мною й арабський світ також виграв Нобеля. Вважаю, що тепер відкрилися двері міжнародного визнання, тепер люди культури будуть розглядати сучасну арабську літературу як частину світової. Ми заслуговуємо цього визнання»
У пресрелізі оргкомітету вказувалося: «Велике і рішуче досягнення Махфуза — письменник романів і розповідей. Його постановка означала потужний підйом для роману як жанру, так і для розвитку літературної мови в арабсько-культурних колах. Однак діапазон його творінь більший, вони наче говорять зі всіма нами». Оскільки Махфуз розумів, що в його віці важко буде подорожувати до Швеції, він не був присутній на церемонії нагородження.

### Замах на життя письменника
За єгипетськими мірками Наґіб Махфуз був ліберальним автором, і його світські книжки викликали незадоволеність адептів ісламізму. А після того, як він публічно висловився щодо недопустимості переслідування Салмана Рушді за його «Сатанинські вірші», чимало консерваторів-ісламістів почали досікатися й знаходити антиісламські аналогії в його романі «Діти Гебелави». Відтак єгиптянин шейх Омар Абдул-Рахман Махфуз закликав ісламістів помститися опальному письменнику. Тому керівництвом країни було вирішено охороняти єдиного Нобелівського лауреата від ісламських екстремістів.
Але в 1994 році один із фанатиків таки напав на 82-літнього письменника за межами його дому. Накинувшись з ножем, він зумів серйозно поранити Махфуза в шию та передпліччя. Письменник вижив, але потерпав через пошкодження нервів правої руки й передпліччя, через це він не міг писати більше кількох хвилин на день і, отже, все менше й менше публікувався.
Публічно ж Наґіб Махфуз не проявляв мстивих почуттів до людей, що вчинили замах на його життя. «Я відчуваю лише глибокий смуток, — казав він тоді, — мені хотілося б пояснити їм, що іслам ніколи не був релігією вбивства і агресії». У релігійних фанатиках Махфуз бачив «жертв соціальних змін, економічної кризи і безробіття».
Після цієї події здоров'я Махфуза похитнулося, через каліцтво правої руки — він був змушений вдаватися до послуг секретаря, диктуючи свої замітки для колонки в тижневику «Аль-Ахрам Віклі». Водночас опісля замаху на письменника керівництво країни та політикум зважився підтримати Махфуза — одразу кілька журналів, зі схвалення цензури, опублікували ряд його творів. Але Наґіб почав чимраз далі відмежовуватися від суспільних явищ: звертаючись до жанру барвистих нарисів, заснованих на снах.

### Смерть і похорон
У липні 2006 року Махфуз був госпіталізований і фактично вже не вийшов з лікарні. До моменту своєї смерті в 2006 році Махфуз був найстарішим лауреатом Нобелівської премії з літератури й третім за віком за весь час присудження премії, поступаючись тільки Бертрану Расселу і Галдору Лакснесу. На момент його смерті він був єдиним письменником, який здобув Нобелівську премію за роботу арабською мовою. У липні 2006 року Махфуз отримав травму голови в результаті падіння. Він залишався в лікарні до самої своєї смерті 30 серпня 2006 р. в лікарні Каїра. У своєму похилому віці він майже осліп, і, хоча він продовжував писати, йому було важки втримати ручку або олівця. Перед смертю у нього була кровоточива виразка, проблеми з нирками та серцева недостатність.
Наґіб Махфуз помер у Каїрі 30 серпня 2006 року на 94-му році життя, у присутності дружини Атії та дочок Фатіми та Умм Калтум. 31 серпня 2006 року відбувся державний похорон з військовими почестями в мечеті Аль-Рашдан в районі Каїра Насер-Сіті.
Після його смерті тодішній президент Єгипту Хосні Мубарак через звернення в пресі віддав данину поваги людині, яка уособлювала XX століття єгипетської літератури та історії, і яка встигла пожити при дев'ятьох правителях, серед яких були: хедиви, султани, королі і чотири президенти.

## Творчі набутки
За 70-річну літературну кар'єру Наґіб Махфуз опублікував 34 романи, понад 350 коротких оповідань, десятки сценаріїв фільмів та п'ять п'єс.
Свою першу збірку новел він опублікував у 1938 році, а після неї ряд романів. Європейське визнання проза Махфуза отримала наприкінці 1950-х після того, як була опублікована його «каїрська трилогія» («Бейн ал-касрейн», «Каср аш-шоук» і «ас-суккарійа»).
Перші твори Нагіба Махфуза, в яких реалістично зображаються традиційні національні цінності, публікує в журналі «Аль-маджалла аль-Джадіда» його редактор, відомий єгипетський журналіст Салама Муса. Мусса вплинув на молодого Махфуза, і коли той почав писати, говорив: «У тебе є потенціал, але ти ще не розвинув його».
Перша збірка новел («Подих безумства») була опублікований в 1938 році. За ним пішов ряд історичних романів, написаних в романтичній манері і присвячених часам правління фараонів.
Європейське визнання проза Махфуза отримала наприкінці 1950-х після того, як була опублікована його «Каїрська трилогія» («Бейн ал-Касрейн», «Каср аш-Шоук» і «ас-Суккарійа»). Описуючи життя трьох поколінь каїрській сім'ї, автор відображає соціальні і політичні події в історії Єгипту.
У 1960-ті роки відбуваються зміни в творчості Махфуза. Він тяжіє до малих форм (оповідання) і залишає більше місця символу. Почуття постійної тривоги і страждання, викликане еволюцією суспільства, де людина відчуває себе все більш самотнім і покинутим, звучить у таких творах: «Злодій і собака» (1961), «Світло бога» (1963), «Перепілка і осінь» (1964), «Шлях» (1964), «Бідняк» (1965), «Балачки над Нілом» (1966), «Таверна чорної кішки» (1968), «Медовий місяць» (1971).
У загальній складності Махфуз написав близько п'яти десятків романів і повістей, більше сотні оповідань.
Остання книга письменника була опублікована у 2005 році: ним став збірник оповідань про життя після смерті «Сьоме небо». Вибрані твори Махфуза, зокрема, «Родопіс», «Пансіонат Мірамар», «Шановний пане», виходили російською мовою в серії «Майстри сучасної прози» в перекладі Валерії Кирпиченко. Після смерті письменника російською мовою також вийшли романи «Торжество піднесеного» (2008) і «Подорож Ібн Фаттуми» (2009). З англійської був переведений ранній роман «Мудрість Хеопса» (2007).
У 1988 присуджено Нобелівську премію з літератури «за реалізм і багатство відтінків арабського оповідання, яке має значення для всього людства».
Більше половини його романів було екранізовано. Фільми є популярними в арабському світі.
У каїрському районі Мухандісін йому встановлено прижиттєвий бронзовий пам'ятник.
У цілому Махфуз написав близько п'яти десятків романів і повістей, більше сотні оповідань. Остання книга письменника була опублікована в 2005 році: нею стала збірка оповідань про життя після смерті «Сьоме небо».
За єгипетськими мірками Нагіб Махфуз був ліберальним автором, і його книги викликали незадоволеність серед сповідників ісламу.

### Твори
Наґіб Махфуз найплідніший арабський прозаїк, який видав чимало збірок романів, повістей та нарисів:
| - «Старий Єгипет» مصر القديمة — 1932; - «Шепіт божевілля» (همس الجنون) — 1938; - «Насмішка долі» (عبث الأقدار) — 1939; - «Нубійська рапсодія» (رادوبيس) — 1943; - «Боротьба Фів» (كفاح طيبة) — 1944; - «Сучасний Каїр» (القاهرة الجديدة) — 1945; - «Хан Ель-Халілі» (خان الخليلي) — 1945; - «Алея Мідак» (زقاق المدق) — 1947; - «Міраж» (السراب) — 1948; - «Початок кінця» (بداية ونهاية) — 1950; - «Каїрська трилогія» (الثلاثية) — 1956—1957; - «Робота в палаці» (بين القصرين) — 1956; - «Палац бажання» (قصر الشوق) — 1957; - «Цукрова вулиця» (السكرية) — 1957; - «Діти Ґебелаві» (أولاد حارتنا) — 1959; - «Злодій та пес» (اللص والكلاب) — 1961; - «Перо й осінь» (السمان والخريف) — 1962; - «Божий світ» (دنيا الله) — 1962; - «Заабалаві» — 1963; - «Пошук» (الطريق) — 1964; - «Жебрак» (الشحاذ) — 1965; - «Відбившись від берега Нілу» (ثرثرة فوق النيل) — 1966; - «Мірамар» (ميرامار) — 1967; | - «Пивна Чорний кіт» (خمارة القط الأسود) — 1969; - «Історія без початку й кінця» (حكاية بلا بداية ولا نهاية) — 1971; - «Медовий місяць» (شهر العسل) — 1971; - «Дзеркало» (المرايا) — 1972; - «Кохання під дощем» (الحب تحت المطر) — 1973; - «Злочин» (الجريمة) — 1973; - «Аль-Карнак» (الكرنك) — 1974; - «Шановний пан» (حضرة المحترم) — 1975; - «Риба гара» (ملحمة الحرافيش) — 1977; - «Кохання над плато пірамід» (الحب فوق هضبة الهرم) — 1979; - «Диявол навчає» (الشيطان يعظ) — 1979; - «Кохання і вуаль» (عصر الحب) — 1980; - «Арабські ночі та дні» (ليالي ألف ليلة) — 1981; - «Весільна пісня» (أفراح القبة) — 1981; - «Залишається одна година» (الباقي من الزمن ساعة) — 1982; - «Мандрівка Ібн Фаттуми» (رحلة ابن فطومة) — 1983; - «Ахенатен, людина, яка живе в правді» (العائش فى الحقيقة) — 1985; - «День, коли убили лідера» (يوم مقتل الزعيم) — 1985; - «Говорячи від ранку до вечора» (حديث الصباح والمساء) — 1987; - «Фонтани й могили» — 1988; - «Відлуння автобіографії» — 1994; - «Мрії в час одужання» أحلام فترة النقاهة — 2004; - «Сьоме небо» — 2005. |

Серед них кілька збірок новел-нарисів: «Шепіт безумства» (1938); «Божий світ» (1963); «Будинок із поганою славою» (1965); «Таверна Чорної кішки» (1968); «Під навісом» (1969).

### Кіносценарії й екранізації
За життя та по смерті плідного єгипетського письменника було екранізовано чимало його творінь, як в Єгипті так й поза його межами:
| - «Afrah AlQoba» (серіал за його новелами); - 2013 «Price of a Wife» (короткометражка за його оповіддю); - 2001 «Hadith Alsabah wa Almassaa» (серіал за його новелами); - 1995 «Zaulek cudów» (novel «Zuqâq al-Midaq» — as Naguib Mahfuz); - 1993 «Poczatek i koniec» (за його новелою); - 1986 «Asr el-houb»; - 1986 «Wasmat Aar»; - 1986 «Al-gough» (персонажі); - 1984 «Love on the Pyramids Plateau»; - 1983 «Ayoub» (за його короткими оповідями); - 1982 «Wakalt Al Balah»; - 1981 «Al shaytan yaez» (за його оповіддю); - 1981 «Ahl el qema»; - 1980 «Al sharida» (за його оповіддю); - 1975 «Al Mothneboon»; - 1975 «Al karnak»; - 1971 «Thartharah fawq al-Nil»; - 1970 «Wybór» (за його сценарієм); - 1967 «El saman wal karif» (за його оповіддю); | - 1967 «Kasr El Shawk» (за його оповіддю); - 1966 «Al-Kahira thalatin» (за його новелою); - 1964 «Bayn el kasrain» (за його новелою); - 1964 «Thaman el hurria» (за його сценарієм); - 1964 «Al-Tareek»; - 1963 «Saladyn» (за його новелою); - 1963 «Zouqâq al-Midaqq» (за його новелою); - 1962 «El less wal kilab» (за його новелою); - 1960 «Bayn el samaa wa el ard» (за його сценарієм); - 1960 «Bidaya wa nihaya» (за його новелою); - 1960 «Nahna el talamiza»; - 1958 «Djamilah» (за його повістю); - 1958 «El tarik el masdud» (за його сценарієм); - 1957 «El fatawa» (за його сценарієм); - 1956 «El namrud»; - 1955 «Darb al-mahabil» (за його сценарієм); - 1954 «El wahsh» (за його сценарієм); - 1954 «Gaaluni mujriman»; - 1953 «Raya wa Sekina» (за його сценарієм); - 1948 «Mughamarat Antar wa Abla» (за його оповіддю); |

### Українські переклади
Українською мовою були надруковані твори Нагіба Махфуза:
- повість «Історія без початку й кінця» (журнал «Всесвіт», 1989, № 6, с 73-101; переклад Володимира Плачинди);
- роман «Пансіонат „Мірамар“» (журнал «Всесвіт», 1997, № 2, с 3-75; переклад Володимира Плачинди; див. також рецензію Миколи Рябчука у газеті «День» від 5 квітня 1997).

## Вплив на суспільство й літературу та пошанування Наґіба Махфуза
Уже за свого життя Наґіб Махфуз став шанованим суспільним діячем. У питаннях політики і суспільного життя він вирізнявся виваженістю і відсутністю крайнощів. Коли чимало мусульманських діячів засуджували до смерті Салмана Рушді, Махфуз звинуватив Хомейні в «інтелектуальному тероризмі» на адресу письменника, але при цьому визнав, що і Рушді не мав права на образу мусульманських святинь.
11 грудня 1996 року, з нагоди 85-річного ювілею письменника, було започатковано Медаль Нагіба Махфуза за літературу (Naguib Mahfouz Medal for Literature), якою відмічають видатну роботу в арабській літературі. Медаль щорічно присуджують у день народження Наґіба Махфуза.
11 грудня 2001 року, з нагоди 90-річчя Наґіба Махфуза і публікації повного зібрання творів письменника: в 20 томах (розширено в 2006 році до 25 томів), було оголошено про створення Фонду Наґіба Махфуза для перекладів арабської літератури (Naguib Mahfouz Fund for Translations of Arabic Literature), завданням якого стала підтримка та розвиток арабської преси та перекладів найкращих сучасних арабських письменників з усьогу світі.
У грудні 2006 року відбулася перша щорічна Меморіальна лекція Наґіба Мехфуза, проведена в американському університеті в Каїрі, яку читала Лауреат Нобелівської літератури Надін Гордімер. Кожного наступного року цю лекцію читали інші видатні постаті арабського світу: Mohamed Salmawy, Гамаль аль-Гітані, Rasheed E-Enany.
У каїрському районі Мухандісін йому, прижиттєво, було встановлено бронзовий монумент.